# RTX Red Rock
RTX Red Rock est un jeu vidéo d'action-aventure développé et édité par LucasArts, sorti en 2003 sur PlayStation 2.

## Accueil
- Jeuxvideo.com : 13/20[1]